# Venere di Chiozza
La Venere di Chiozza è un manufatto ricavato da un ciottolo di pietra arenaria feldspatica calcarea, risalente al periodo paleolitico superiore, che raffigura una donna dalle prosperose forme e classificabile tra le più antiche veneri paleolitiche. Ritrovata a Chiozza di Scandiano, è conservata presso il Palazzo dei Musei di Reggio Emilia.

## Storia

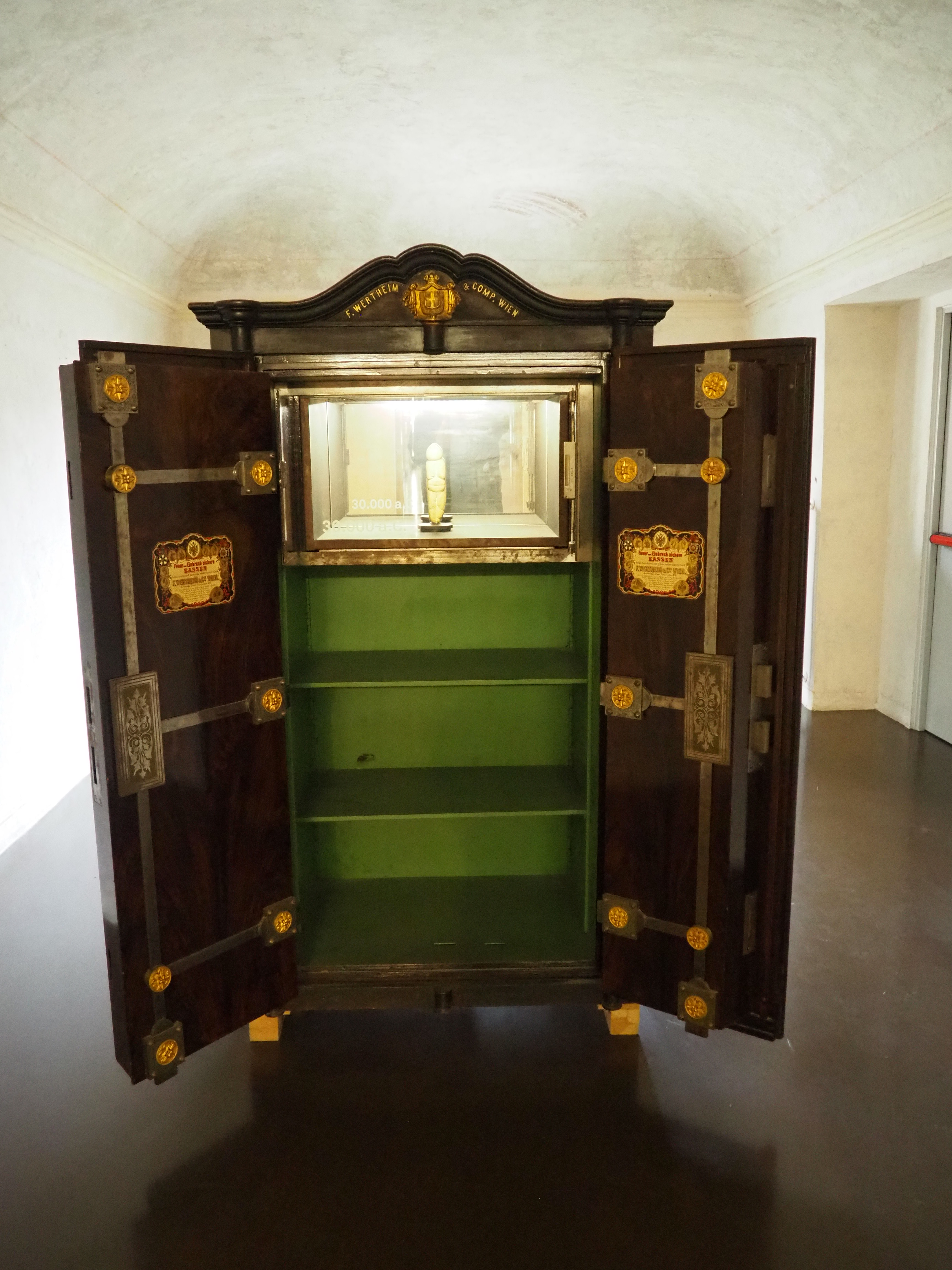
L'espositore al Palazzo dei Musei

La statuina fu scoperta nel 1940, nelle cave Alboni dell'insediamento di Chiozza (frazione di Scandiano, Reggio Emilia) dal marchese Luigi De Buoi. 
Lo stile e il materiale utilizzato richiamano senza dubbio le Veneri del Paleolitico, tuttavia venne rinvenuta in prossimità di alcuni importanti siti del Neolitico Antico e Medio e alcuni studiosi preferiscono ricondurla a quell'epoca. Per conciliare le due ipotesi si è anche supposto che il reperto potesse essere d'epoca paleolitica, ma riutilizzata dagli abitanti di Chiozza di epoca neolitica.
È conservata presso il Palazzo dei Musei, sede principale dei Musei Civici di Reggio Emilia.

## Descrizione
La testa ha la forma di un cono rovesciato e il profilo tondeggiante; il volto non presenta lineamenti. Il collo è evidenziato con una profonda incisione. Le spalle sono appena accennate; i seni sono cadenti e terminano sopra una pancia gonfia, con un ombelico molto evidente.
Il ventre e la vulva sono molto marcati, mentre le gambe proseguono dritte e le ginocchia sono solo abbozzate. La parte posteriore sottolinea glutei voluminosi e le gambe. La statuetta è priva di braccia, mani e piedi. La figura, vista frontalmente, appare appiattita nelle sue forme (seni, ventre, gambe), mentre nella parte posteriore è di forme più voluminose.